# Triangolo invernale
Il triangolo invernale è un asterismo estremamente brillante, formato da tre stelle.

## Composizione
Le tre stelle sono: 

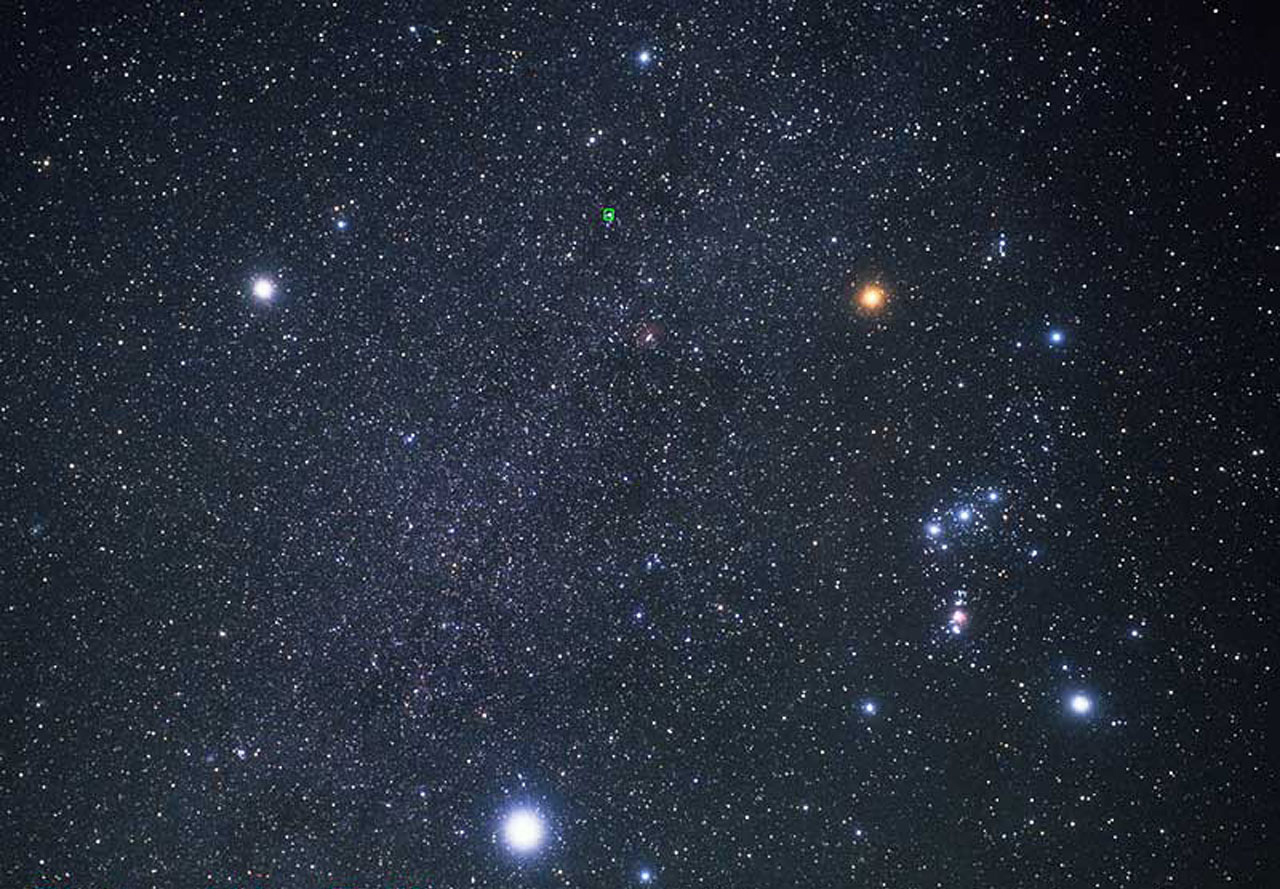
Il triangolo invernale: in basso c'è Sirio, in alto a sinistra Procione, in alto a destra Betelgeuse e, a fianco, la costellazione di Orione

- Sirio, facente parte della costellazione del Cane Maggiore, la stella più luminosa della volta celeste;
- Procione, appartenente al Cane Minore;
- Betelgeuse, rappresentante una spalla di Orione.

## Caratteristiche
Come sottolineato dal nome, è facilmente riconoscibile nel cielo invernale dell'emisfero boreale, contrapponendosi al Triangolo estivo. Si presenta come un triangolo quasi perfettamente equilatero, con il vertice rivolto verso sud (Sirio) e attraversato dalla debole Via Lattea invernale. Il triangolo invernale contiene al suo interno la costellazione dell'Unicorno, mentre a nord si evidenzia il grande rettangolo di stelle appartenente ai Gemelli. Sirio e Procione sono due tra le stelle più vicine al Sole, Betelgeuse è invece una supergigante rossa distante centinaia di anni luce.
È da notare che dalle regioni temperate poste nell'emisfero australe l'asterismo è talvolta noto come "Triangolo estivo", poiché le stagioni sono invertite.